# Ports rendszer
A ports rendszer BSD és egyes Linux rendszereken elterjedt telepítő gyűjtemény. Közelebbi vizsgálattal megállapítható, hogy az eltérő megvalósítások ellenére közös elgondolás alapján szerveződnek: végső soron forráscsomagok letöltési útvonalait illetve telepítési folyamatvezérlését tartalmazzák, amelyek az adott rendszerhez szükséges kiegészítő foltozást és függőség kezelést is célszerűen elvégzik.

## A ports rendszer működése
A ports alapvető feladata, hogy a bináris csomagkezelőkben megszokott módon lehessen komponenseket telepíteni, eltávolítani, frissíteni, ezen kívül a letöltés biztonságosságát ne kelljen kézi hash vizsgálattal megoldani.
A ports rendszer használatával nincs szükség előre gyártott csomagokra, hanem ez a mindenkori rendszerparamétereknek (optimalizációs beállítások, telepítési opciók, már telepített könyvtárak, processzor típusa, kiegészítő hardverelemek megléte, stb.) ismeretében testreszabva történik.
A testreszabhatóság, mint előny mellett a ports rendszer hátránnyal is rendelkezik: a telepítés időigényes, a rendszer erőforrásait nagymértékben fogyasztja illetve általában a bináris csomagoknál méretesebb forrásfájlok letöltése szükséges.

## Elterjedt ports rendszerek
- FreeBSD ports: kezelése make és /usr/ports/ports-mgmt eszközökkel
- NetBSD pkgsrc
- OpenBSD ports: kezelése make segítségével
- Gentoo portage: kezelése emerge segítségével